# الكسندر درينان
الكسندر درينان (بالإنجليزية: Alexander Drennan)‏ هو نقابي نيوزيلندي، ولد في 16 ديسمبر 1899، وتوفي في 9 نوفمبر 1971.